# Kacper Kozłowski (calciatore)
Kacper Szymon Kozłowski (Koszalin, 16 ottobre 2003) è un calciatore polacco, centrocampista del Gaziantep.

## Caratteristiche tecniche
È impiegato principalmente come esterno, ma può giocare anche come mezzala o addirittura trequartista. È considerato dagli addetti ai lavori come uno dei maggiori talenti polacchi.

## Carriera

### Club

#### Pogoń Stettino
Nato a Koszalin, muove i primi passi nella squadra della sua città natale, il Bałtyk Koszalin, prima di passare all'età di 13 anni al Pogoń Stettino. Con i portowcy compie tutta la trafila delle giovanili, debuttando in Ekstraklasa il 26 agosto 2019 a soli 15 anni, giocando nei minuti finali della gara persa 1-2 contro il Wisła Płock. Dopo aver collezionato tre presenze, tutte da subentrato, è costretto a saltare la seconda parte di stagione a causa di un incidente stradale.
Nella stagione 2020-2021 inizia a far parte in pianta stabile della prima squadra, esordendo dal primo minuto nella gara vinta per 3-0 contro lo Jagiellonia il 30 ottobre 2020. Il 16 dicembre successivo, nella vittoriosa trasferta di Poznań contro il Lech Poznań serve l'assist al compagno di squadra Sebastian Kowalczyk per il temporaneo 0-2 (gara poi terminata 0-4). A dicembre 2020 viene nominato e vince il premio di miglior giovane del mese in Ekstraklasa, continuando a giocare con regolarità con la maglia rossoblu.

#### Brighton e Union SG
Il 5 gennaio 2022 viene acquistato dal Brighton, che ne rileva le prestazioni per la cifra di 10 milioni di euro. Lo stesso giorno i seagulls annunciano il suo trasferimento in prestito, in Belgio, all'Union Saint-Gilloise.

### Nazionale
Dopo aver giocato diverse partite con la nazionale Under-17, a marzo 2021 viene selezionato dal neo CT della nazionale maggiore polacca Paulo Sousa. Il 27 marzo successivo, nella gara di qualificazione a Qatar 2022 contro Andorra, esordisce subentrando nei minuti finali a Piotr Zieliński, diventando così il secondo più giovane calciatore a giocare con la nazionale maggiore polacca dopo Włodzimierz Lubański.
Viene convocato dal ct per Euro 2020, risultando così il più giovane giocatore della competizione; entra in campo nella seconda partita della fase a gironi, pareggiata 1-1 contro la Spagna, in cui, all'età di 17 anni e 246 giorni, diventa il più giovane calciatore nella storia della competizione battendo il primato stabilito dall'inglese Jude Bellingham sei giorni prima (record poi battuto da Lamine Yamal nel 2024).

## Statistiche

### Presenze e reti nei club
| Stagione        | Squadra         | Campionato      | Campionato | Campionato | Coppe nazionali | Coppe nazionali | Coppe nazionali | Coppe continentali | Coppe continentali | Coppe continentali | Altre coppe | Altre coppe | Altre coppe | Totale | Totale |
| Stagione        | Squadra         | Comp            | Pres       | Reti       | Comp            | Pres            | Reti            | Comp               | Pres               | Reti               | Comp        | Pres        | Reti        | Pres   | Reti   |
| --------------- | --------------- | --------------- | ---------- | ---------- | --------------- | --------------- | --------------- | ------------------ | ------------------ | ------------------ | ----------- | ----------- | ----------- | ------ | ------ |
| 2018-2019       | Pogoń Stettino  | EK              | 1          | 0          | PP              | 0               | 0               | -                  | -                  | -                  | -           | -           | -           | 1      | 0      |
| 2019-2020       | Pogoń Stettino  | EK              | 3          | 0          | PP              | 0               | 0               | -                  | -                  | -                  | -           | -           | -           | 3      | 0      |
| 2020-2021       | Pogoń Stettino  | EK              | 20         | 1          | PP              | 0               | 0               | -                  | -                  | -                  | -           | -           | -           | 20     | 1      |
| Totale carriera | Totale carriera | Totale carriera | 24         | 1          |                 | 0               | 0               |                    | -                  | -                  |             | -           | -           | 24     | 1      |

### Cronologia presenze e reti in nazionale
| Cronologia completa delle presenze e delle reti in nazionale ― Polonia | Cronologia completa delle presenze e delle reti in nazionale ― Polonia | Cronologia completa delle presenze e delle reti in nazionale ― Polonia | Cronologia completa delle presenze e delle reti in nazionale ― Polonia | Cronologia completa delle presenze e delle reti in nazionale ― Polonia | Cronologia completa delle presenze e delle reti in nazionale ― Polonia | Cronologia completa delle presenze e delle reti in nazionale ― Polonia | Cronologia completa delle presenze e delle reti in nazionale ― Polonia |
| Data                                                                   | Città                                                                  | In casa                                                                | Risultato                                                              | Ospiti                                                                 | Competizione                                                           | Reti                                                                   | Note                                                                   |
| ---------------------------------------------------------------------- | ---------------------------------------------------------------------- | ---------------------------------------------------------------------- | ---------------------------------------------------------------------- | ---------------------------------------------------------------------- | ---------------------------------------------------------------------- | ---------------------------------------------------------------------- | ---------------------------------------------------------------------- |
| 28-3-2021                                                              | Varsavia                                                               | Polonia                                                                | 3 – 0                                                                  | Andorra                                                                | Qual. Mondiali 2022                                                    | -                                                                      | 73’                                                                    |
| 1-6-2021                                                               | Breslavia                                                              | Polonia                                                                | 1 – 1                                                                  | Russia                                                                 | Amichevole                                                             | -                                                                      | 70’                                                                    |
| 8-6-2021                                                               | Poznań                                                                 | Polonia                                                                | 2 – 2                                                                  | Islanda                                                                | Amichevole                                                             | -                                                                      | 46’                                                                    |
| 19-6-2021                                                              | Siviglia                                                               | Spagna                                                                 | 1 – 1                                                                  | Polonia                                                                | Euro 2020 - 1º turno                                                   | -                                                                      | 55’                                                                    |
| 23-6-2021                                                              | San Pietroburgo                                                        | Svezia                                                                 | 3 – 2                                                                  | Polonia                                                                | Euro 2020 - 1º turno                                                   | -                                                                      | 73’                                                                    |
| 9-10-2021                                                              | Varsavia                                                               | Polonia                                                                | 5 – 0                                                                  | San Marino                                                             | Qual. Mondiali 2022                                                    | -                                                                      |                                                                        |
| Totale                                                                 |                                                                        | Presenze                                                               | 6                                                                      |                                                                        | Reti                                                                   | 0                                                                      |                                                                        |